# Comuna Poroghi, Iampol
Poroghi (în ucraineană Пороги, transliterat: Porohî) este o comună în raionul Iampol, regiunea Vinița, Ucraina, formată din satele Dobreanca, Frankivka și Poroghi (reședința).

## Demografie
Componența lingvistică a satului Poroghi
     Ucraineană (98,07%)
     Rusă (1,56%)
     Alte limbi (0,37%)
Conform recensământului din 2001, majoritatea populației satului Poroghiera vorbitoare de ucraineană (98,07%), existând în minoritate și vorbitori de rusă (1,56%).